# WNBA 2020
Die Saison 2020 war die 24. Saison der Women’s National Basketball Association (WNBA). Die reguläre Saison begann am 25. Juli 2020. Nach Abschluss der regulären Saison, die bis zum 13. September 2020 lief, wurden die Playoffs um die WNBA-Meisterschaft durchgeführt. Wie viele andere Sportveranstaltungen des Jahres führte die COVID-19-Pandemie zu Anpassungen des Zeitplans. Die reguläre Saison war ursprünglich vom 15. Mai bis 20. September 2020 vorgesehen.

## Draft
Am 17. September 2019 fand eine Lotterie über die Auswahlreihenfolge der ersten vier Picks statt. An der Lotterie nahmen die vier Teams teil, die 2019 die Playoffs verpasst hatten. Bei der Lotterie sicherte sich wieder die New York Liberty den Top-Pick. Die weiteren frühen Draft-Picks gingen an die Dallas Wings, die Indiana Fever und die Atlanta Dream. Die Gewinnwahrscheinlichkeit wurde dabei auf Grundlage der Bilanzen der beiden letzten Saisons festgelegt.
Der WNBA Draft 2020 fand wie vorgesehen am 17. April 2020 statt, aber coronabedingt nur virtuell. Als erste Spielerin wurde dabei Sabrina Ionescu gedraftet. Ihr folgten die Deutsche Satou Sabally und Lauren Cox. Insgesamt sicherten sich die 12 Franchises in drei Runden die Rechte an 36 Spielerinnen. Den Hauptanteil mit 31 Spielerinnen stellten die Vereinigten Staaten.

### Top-5-Picks
Abkürzungen: Pos = Position, G = Guard, F = Forward, C = Center

| #  | Spielerin       | Nationalität       | Pos | WNBA-Mannschaft  | College/Profi-Team   |
| -- | --------------- | ------------------ | --- | ---------------- | -------------------- |
| 1. | Sabrina Ionescu | Vereinigte Staaten | G   | New York Liberty | University of Oregon |
| 2. | Satou Sabally   | Deutschland        | F   | Dallas Wings     | University of Oregon |
| 3. | Lauren Cox      | Vereinigte Staaten | F/C | Indiana Fever    | Baylor University    |
| 4. | Chennedy Carter | Vereinigte Staaten | G   | Atlanta Dream    | Texas A&M University |
| 5. | Bella Alarie    | Vereinigte Staaten | G   | Dallas Wings     | Princeton University |

## Reguläre Saison

### Modus
Die 12 WNBA-Mannschaften sind in zwei Conferences aufgeteilt, wobei die Eastern Conference und die Western Conference jeweils sechs Mannschaften umfassen. Insgesamt sollte jede Mannschaft im Verlauf der regulären Saison 36 Saison-Spiele bestreiten, davon jede Mannschaft die Hälfte der Spiele zu Hause bzw. auswärts. Dies hätte eine Erhöhung um zwei Spiele der sein vielen Saisons üblichen 34 Spiele bedeutet. Aufgrund der COVID-19-Pandemie wurde die Zahl der Spiele auf 22 reduziert, die wie in der NBA an einem zentralen Ort ohne Zuschauer ausgetragen wurden. Jedes Team spielte je zweimal gegen jedes andere Team.

### Abschlusstabellen
Erläuterungen:     = Playoff-Qualifikation,     = Conference-Sieger
| Pl     | Team               | Sp | S  | N  | %    | GB | Heim | Auswärts |
| ------ | ------------------ | -- | -- | -- | ---- | -- | ---- | -------- |
| 1 (6)  | Chicago Sky        | 22 | 12 | 10 | 54,5 | −  | 6:5  | 6:5      |
| 2 (7)  | Connecticut Sun    | 22 | 10 | 12 | 45,5 | 2  | 3:8  | 7:4      |
| 3 (8)  | Washington Mystics | 22 | 9  | 13 | 40,9 | 3  | 5:6  | 4:7      |
| 4 (10) | Atlanta Dream      | 22 | 7  | 15 | 31,8 | 5  | 3:8  | 4:7      |
| 5 (11) | Indiana Fever      | 22 | 9  | 13 | 40,9 | 6  | 5:6  | 4:7      |
| 6 (12) | New York Liberty   | 22 | 2  | 20 | 9,1  | 10 | 0:11 | 2:9      |

| Pl    | Team               | Sp | S  | N  | %    | GB | Heim | Auswärts |
| ----- | ------------------ | -- | -- | -- | ---- | -- | ---- | -------- |
| 1 (1) | Las Vegas Aces     | 22 | 18 | 4  | 81,8 | −  | 9:2  | 9:2      |
| 2 (2) | Seattle Storm      | 22 | 18 | 4  | 81,8 | −  | 10:1 | 8:3      |
| 3 (3) | Los Angeles Sparks | 22 | 15 | 7  | 68,2 | 3  | 8:3  | 7:4      |
| 4 (4) | Minnesota Lynx     | 22 | 14 | 8  | 63,6 | 4  | 7:4  | 7:4      |
| 5 (5) | Phoenix Mercury    | 22 | 13 | 9  | 59,1 | 5  | 6:5  | 7:4      |
| 6 (9) | Dallas Wings       | 22 | 8  | 14 | 36,4 | 10 | 4:7  | 4:7      |

## Playoffs

### Modus
In den Playoffs starten die acht Teams der Liga mit den meisten Erfolgen in der regulären Saison. Diese werden entsprechend der Bilanz von eins bis acht gesetzt. In der ersten Runde empfängt die Nummer 5 die Nummer 8 und die Nummer 6 die Nummer 7 jeweils in einer entscheidenden Partie. Die besten Vier haben in dieser Runde ein Freilos. In der zweiten Runde empfängt die Nummer 3 den niedriger gesetzten Sieger aus der ersten Runde und die Nummer 4 den höher gesetzten Sieger aus der ersten Runde. Diese Runde wird auch ein einem Spiel entschieden und die beiden ersten Teams haben auch hier ein Freilos. In der dritten Runde (Halbfinale) trifft die Nummer 1 auf den niedriger gesetzten Sieger aus der zweiten Runde und die Nummer 2 den höher gesetzten Sieger aus der zweiten Runde. Der Sieger dieser Playoff-Serien erreichen die WNBA-Finals. Das Halbfinale und das Finale werden im Best-of-Five-Modus ausgetragen, das heißt, dass ein Team drei Siege zum Erfolg benötigt. Die Mannschaft mit der besseren Bilanz hat dabei in allen Duellen immer den Heimvorteil. Bei Spielen, die nach der regulären Spielzeit von 40 Minuten unentschieden bleiben, folgt die Verlängerung. Die Viertel dauern weiterhin zehn Minuten und es wird so lange gespielt bis eine Mannschaft nach Ende einer Verlängerung mehr Punkte als die gegnerische Mannschaft erzielt hat.

### Playoff-Baum
| 1. Runde | 1. Runde           | 1. Runde |  |  | 2. Runde | 2. Runde           | 2. Runde |   |                | Halbfinale | Halbfinale      | Halbfinale |   |                | WNBA-Finale | WNBA-Finale   | WNBA-Finale |
|          |                    |          |  |  |          |                    |          |   |                |            |                 |            |   |                |             |               |             |
|          |                    |          |  |  |          |                    |          |   |                |            |                 |            |   |                |             |               |             |
|          |                    |          |  |  |          |                    |          |   |                |            |                 |            |   |                |             |               |             |
|          |                    |          |  |  |          |                    |          |   |                |            |                 |            |   |                |             |               |             |
|          |                    |          |  |  |          |                    |          | 1 | Las Vegas Aces | 3          |                 |            |   |                |             |               |             |
| 6        | Chicago Sky        | 0        |  |  |          |                    |          |   |                | 7          | Connecticut Sun | 2          |   |                |             |               |             |
| 7        | Connecticut Sun    | 1        |  |  | 3        | Los Angeles Sparks | 0        |   |                |            |                 |            |   |                |             |               |             |
|          |                    |          |  |  | 7        | Connecticut Sun    | 1        |   |                |            |                 |            |   |                |             |               |             |
|          |                    |          |  |  |          |                    |          |   |                |            |                 |            | 1 | Las Vegas Aces | 0           |               |             |
|          |                    |          |  |  |          |                    |          |   |                |            |                 |            |   |                | 2           | Seattle Storm | 3           |
|          |                    |          |  |  | 4        | Minnesota Lynx     | 1        |   |                |            |                 |            |   |                |             |               |             |
| 5        | Phoenix Mercury    | 1        |  |  | 5        | Phoenix Mercury    | 0        |   |                |            |                 |            |   |                |             |               |             |
| 8        | Washington Mystics | 0        |  |  |          |                    |          | 2 | Seattle Storm  | 3          |                 |            |   |                |             |               |             |
|          |                    |          |  |  |          |                    |          |   |                | 4          | Minnesota Lynx  | 0          |   |                |             |               |             |
|          |                    |          |  |  |          |                    |          |   |                |            |                 |            |   |                |             |               |             |
|          |                    |          |  |  |          |                    |          |   |                |            |                 |            |   |                |             |               |             |
|          |                    |          |  |  |          |                    |          |   |                |            |                 |            |   |                |             |               |             |

## Auszeichnungen
| Auszeichnung                                | Auszeichnung                                | Auszeichnung                                | Spielerin                        | Mannschaft                        | Bemerkung                               |
| ------------------------------------------- | ------------------------------------------- | ------------------------------------------- | -------------------------------- | --------------------------------- | --------------------------------------- |
| WNBA Finals MVP Award                       | WNBA Finals MVP Award                       | WNBA Finals MVP Award                       | Breanna Stewart                  | Seattle Storm                     | –                                       |
| WNBA Most Valuable Player Award             | WNBA Most Valuable Player Award             | WNBA Most Valuable Player Award             | A’ja Wilson                      | Las Vegas Aces                    | 43 von 47 Stimmen                       |
| WNBA Defensive Player of the Year Award     | WNBA Defensive Player of the Year Award     | WNBA Defensive Player of the Year Award     | Candace Parker                   | Los Angeles Sparks                | 16 von 47 Stimmen                       |
| WNBA Most Improved Player Award             | WNBA Most Improved Player Award             | WNBA Most Improved Player Award             | Betnijah Laney                   | Atlanta Dream                     | 27 von 43 Stimmen                       |
| WNBA Peak Performer (Punkte)                | WNBA Peak Performer (Punkte)                | WNBA Peak Performer (Punkte)                | Arike Ogunbowale                 | Dallas Wings                      | 22,8 Punkte pro Spiel                   |
| WNBA Peak Performer (Rebounds)              | WNBA Peak Performer (Rebounds)              | WNBA Peak Performer (Rebounds)              | Candace Parker                   | Los Angeles Sparks                | 9,7 Rebounds pro Spiel                  |
| WNBA Peak Performer (Assists)               | WNBA Peak Performer (Assists)               | WNBA Peak Performer (Assists)               | Courtney Vandersloot             | Chicago Sky                       | 10,0 Assists pro Spiel                  |
| WNBA Rookie of the Year Award               | WNBA Rookie of the Year Award               | WNBA Rookie of the Year Award               | Crystal Dangerfield              | Minnesota Lynx                    | 44 von 47 Stimmen                       |
| WNBA Sixth Woman of the Year Award          | WNBA Sixth Woman of the Year Award          | WNBA Sixth Woman of the Year Award          | Dearica Hamby                    | Las Vegas Aces                    | 44 von 47 Stimmen                       |
| Kim Perrot Sportsmanship Award              | Kim Perrot Sportsmanship Award              | Kim Perrot Sportsmanship Award              | Nneka Ogwumike                   | Los Angeles Sparks                | 21 von 46 Stimmen                       |
| WNBA Coach of the Year Award                | WNBA Coach of the Year Award                | WNBA Coach of the Year Award                | Cheryl Reeve                     | Minnesota Lynx                    | 25 von 47 Stimmen                       |
| WNBA Basketball Executive of the Year Award | WNBA Basketball Executive of the Year Award | WNBA Basketball Executive of the Year Award | Dan Padover                      | Las Vegas Aces                    | 37 Punkte                               |
| Team                                        | Guard                                       | Guard                                       | Forward                          | Forward                           | Center                                  |
| All-WNBA First Team                         | Courtney Vandersloot (Chicago Sky)          | Arike Ogunbowale (Dallas Wings)             | A’ja Wilson (Las Vegas Aces)     | Breanna Stewart (Seattle Storm)   | Candace Parker (Los Angeles Sparks)     |
| All-WNBA Second Team                        | Diana Taurasi (Phoenix Mercury)             | Skylar Diggins-Smith (Phoenix Mercury)      | DeWanna Bonner (Connecticut Sun) | Napheesa Collier (Minnesota Lynx) | Myisha Hines-Allen (Washington Mystics) |
| All-Defensive First Team                    | Alysha Clark (Seattle Storm)                | Betnijah Laney (Atlanta Dream)              | Brianna Turner (Phoenix Mercury) | Alyssa Thomas (Connecticut Sun)   | Elizabeth Williams (Atlanta Dream)      |
| All-Defensive Second Team                   | Ariel Atkins (Washington Mystics)           | Brittney Sykes (Los Angeles Sparks)         | Breanna Stewart (Seattle Storm)  | Napheesa Collier (Minnesota Lynx) | A’ja Wilson (Las Vegas Aces)            |
| All-Rookie Team                             | Crystal Dangerfield (Minnesota Lynx)        | Julie Allemand (Indiana Fever)              | Chennedy Carter (Atlanta Dream)  | Jazmine Jones (New York Liberty)  | Satou Sabally (Dallas Wings)            |